# دیل بلفورد
دیل بلفورد (انگلیسی: Dale Belford؛ زادهٔ ۱۱ ژوئیهٔ ۱۹۶۷) بازیکن فوتبال اهل بریتانیا است.
از باشگاه‌هایی که در آن بازی کرده‌است می‌توان به باشگاه فوتبال آترستون تاون، باشگاه فوتبال استون ویلا، باشگاه فوتبال نانیتون تاون، باشگاه فوتبال شپشد دینامو، باشگاه فوتبال گرزلی، باشگاه فوتبال تاموورث، و باشگاه فوتبال نوتس کانتی اشاره کرد.